# Оноре Траоре
Оноре Траоре (фр. Nabéré Honoré Traoré, народився в Верхній Вольті) — державний і військовий діяч Буркіна-Фасо; виконувач обов'язків президента (31 жовтня 2014 - 1 листопада 2014) і міністра оборони Буркіна-Фасо (з 31 жовтня 2014).

## Біографія
4 травня 2011, Оноре Траоре був призначений Начальником Генерального Штабу Збройних сил Буркіна Фасо. Під час повстання в Буркіна Фасо, 31 жовтня 2014 року військові оголосили про те, що Компаоре більше не керує країною. З такою заявою перед багатотисячним натовпом демонстрантів у столиці виступив один з представників командування — його слова зустріли бурхливими оваціями. В цей же день, Глава держави був змушений відмовитися від влади. В оприлюдненій заяві від імені Компаоре говориться, що протягом 90 днів в Буркіна-Фасо повинні пройти вибори. Після відставки президента його функції на себе поклав Оноре Траоре, ставши одночасно і міністром оборони Буркіна Фасо.
Тимчасово виконувати обов'язки президента Оноре Траоре повинен був протягом 12 місяців, після чого передав би владу обраному на виборах президенту.

### Відмова від президентства
1 листопада, після пострілів в районі Президентського палацу, начальник охорони президента Ісаак Зіда зробив заяву, в якій він проголосив себе виконуючим обов'язки президента Буркіна Фасо. Після перестрілки, Оноре Траоре більше ніяких заяв не робив. Увечері, за підсумками наради військового керівництва Буркіна-Фасо, Державним лідером на перехідний період військові обрали одноголосно підполковника Ісаака Зіду. Документ про його призначення підписав начальник генштабу збройних сил країни Оноре Траоре. Раніше він повідомляв, що сам займе президентське крісло. Таким чином, говорити про другий переворот за добу не доводиться .